# Yamaha MT-07
La MT-07 (ou FZ-07 en Amérique du Nord) est un modèle de moto du constructeur japonais Yamaha, commercialisé à partir de 2014.

## Historique
À la fin de l'année 2013 et face à une concurrence très présente de la part des autres constructeurs sur le marché des roadsters de moyenne cylindrée, la firme aux trois diapasons décide de se joindre à la course et cherche à proposer une moto ludique, accessible et populaire, plutôt destinée à une clientèle émergente, celle des « apprentis motards ».
Elle est vendue 5 699 ou 6 199 euros en version ABS et se positionne dans la moyenne des prix du marché.

## Versions
Lors de sa sortie en 2014, la MT-07 est proposée en cinq coloris différents.
Pour les modèles à partir de 2015 et jusqu'à 2017, de nouveaux coloris sont proposés tandis que certains disparaîtront. La moto ne subit pas d'évolution hormis la motorisation Euro 4 à partir de 2017.
En 2015, Yamaha lance la version Moto Cage, certaines pièces sont conçues spécialement pour cette moto, telles qu'un sabot moteur et des protections tubulaires.
La Moto Cage est reconduite dans un autre coloris en 2016 ; elle n'est plus disponible au catalogue à partir de 2017.
En 2018, Yamaha redessine l'habillage de la MT-07.
Puis aussi en 2021, avec un nouveau phare avant.

### Coloris
- 2014 : Deep Armor, Competition white, Matt Grey, Red Racing, Race Blu.
- 2015 : Deep Armor, Competition white, Matt Grey, Extreme Yellow, Moto Cage.
- 2016 : Matt Grey, Race Blu, Lava Red, Moto Cage, Night Fluo.
- 2017 : Night Fluo, Yamaha Blue, Powder White, Tech Black.
- 2018 : Night Fluo, Yamaha Blue, Tech Black.
- 2019 : Ice Fluo, Yamaha Blue, Tech Black.
- 2021 : Storm Fluo, Icon Blue, Tech Black.

## Mécanique
En version française, la MT-07 affiche une puissance de 74,8 ch (55 kW) à 9 000 tr/min et un couple de 6,9 kg m (68 N m) à 6 500 tr/min.
Pour le marché européen, elle est également bridable afin de répondre aux exigences du permis A2, avec une puissance de 47,5 ch (35 kW).
La MT-07 possède un moteur bicylindre « CP2 » de 689 cm3 calé à 270°, appelé « crossplane », une technique de calage moteur brevetée par Yamaha[réf. nécessaire] et qui permet d'obtenir plus de couple.
En 2021, la MT-07 perd un peu de puissance (73,4 ch) et de couple (6,80 kg m) dans la modification de l'injection, l'échappement et d'autres pièces dans la mise en conformité avec la norme Euro 5.